# Flicka - Uno spirito libero
Flicka - Uno spirito libero (Flicka) è un film del 2006 diretto da Michael Mayer con Alison Lohman.
Il film è basato sul romanzo per bambini del 1941 My Friend Flicka di Mary O'Hara, il romanzo è già stato adattato per il cinema nel 1943 da Harold D. Schuster. Nel 2010 è stato realizzato un primo sequel direct-to-video intitolato Flicka 2 - Amiche per sempre, e nel 2012 un ulteriore capitolo direct-to-video dal titolo Flicka 3 - Cavallo vincente.

## Trama
Katy McLaughlin è una studentessa sedicenne che ritorna nel Wyoming, dove si trova il ranch di famiglia. Il padre è infatti un allevatore di cavalli. Katy vorrebbe gestire il ranch, ma il padre preferirebbe affidarlo all'altro figlio. Tuttavia Katy è una ragazza testarda e si ribella alle tradizioni che il padre cerca di inculcarle. Durante un'uscita a cavallo la ragazza viene attaccata da un puma, ma una mustang selvaggia la salva. Katy, impressionata dalla cavalla, decide così di volerla catturare. Nonostante la rabbia del padre per il gesto irresponsabile della figlia, egli lascia che la mustang rimanga al ranch. La ragazza chiama la cavalla Flicka, e decide di addestrarla per farne una cavalla da sella, anche perché vuole dimostrare al padre che ormai è grande e sa assumersi le responsabilità di una persona matura.
Così ogni notte Katy esce di casa e arriva fino al recinto di Flicka cercando di sellarla, ma la cavalla si ribella tutte le volte causando a Katy solo graffi e sangue; ma una notte, inaspettatamente, Flicka viene sellata da Katy. Il padre, che vende i cavalli per il rodeo, decide di dare via Flicka all'insaputa di Katy che insegue correndo il camion ma ormai è troppo tardi. La fidanzata del fratello intanto fa sapere a Katy che Flicka è nel rodeo di città e lei, camuffandosi, partecipa.
Katy monta Flicka e le due scappano, ma nel ritorno per casa Flicka viene assalita dal puma che l'aveva già attaccata precedentemente. Intanto la famiglia va alla ricerca della figlia e, avendola trovata, la porta a casa lasciando però lì la cavalla. Katy ha la febbre e il padre dice di voler abbattere Flicka anche se tutti si oppongono alla sua decisione. Katy sente lo sparo, che in realtà però è solo un tuono. Il padre infatti ha cambiato idea ed è andato a prendere la cavalla per portarla al ranch. Nonostante la ferita Flicka riesce a tornare al ranch dove viene curata dal veterinario e accudita dalla madre mentre la figlia si riprende.
Dopo qualche giorno Katy, depressa per la morte di Flicka, esce di casa col padre e trova il resto della famiglia e Flicka che la aspettano. La cavalla infatti si è quasi rimessa e sta bene. Il padre riconosce che la figlia è ormai una persona matura e in grado di occuparsi del ranch, lasciando così che il fratello possa andare a studiare come ha sempre voluto.